# Ровенська обласна рада депутатів трудящих VI скликання
Ровенська обласна рада депутатів трудящих шостого скликання — представницький орган Ровенської області 1957-1959 років.
Нижче наведено список депутатів Ровенської обласної ради 6-го скликання, обраних 3 березня 1957 року. Всього до обласної ради 6-го скликання було обрано 70 депутатів. 
| Прізвище, ім'я, по-батькові         | Виборчий округ            | Посада                                                                                     | Примітки |
| ----------------------------------- | ------------------------- | ------------------------------------------------------------------------------------------ | -------- |
| Аврамишин Корній Семенович          | Бережницький № 51         | машиніст льонопереробного агрегату Дубровицької МТС                                        |          |
| Адоньєв Аврам Никифорович           | Могилянівський № 64       | 1-й секретар Острозького райкому КПУ                                                       |          |
| Аркуша Павло Дем'янович             | Корецький № 13            | начальник Ровенського обласного управління сільського господарства                         |          |
| Арнаутенко Петро Єгорович           | Шпанівський № 26          | начальник Управління КДБ при РМ УРСР по Ровенській області                                 |          |
| Брушковський Леонтій Феофілович     | Малодорогостаївський № 59 | голова Млинівського райвиконкому                                                           |          |
| Буров Володимир Михайлович          | Костопільський № 41       | директор Костопільського домобудівного комбінату                                           |          |
| Бялик Ганна Михайлівна              | Млинівський № 58          | ланкова колгоспу імені Будьонного Млинівського району                                      |          |
| Василенко Олексій Лаврентійович     | Демидівський № 69         | Ровенський обласний військовий комісар                                                     |          |
| Васильчук Анастасія Адамівна        | Дядьковицький № 25        | ланкова колгоспу імені Кагановича Ровенського району                                       |          |
| Вдовиченко Василь Сидорович         | Іванівський № 53          | бригадир рільничої бригади колгоспу імені Чапаєва Межиріцького району                      |          |
| Велігоцький Василь Григорович       | Більсько-Вольський № 37   | заступник голови Ровенського облвиконкому                                                  |          |
| Вовкотруб Жанна Василівна           | Сіннянський № 29          | вчителька Гощанської середньої школи                                                       |          |
| Гайбонюк Володимир Дорофійович      | Білівський № 30           | 1-й секретар Ровенського обкому ЛКСМУ                                                      |          |
| Гайдук Володимир Іванович           | Березнівський № 21        | голова правління Ровенської обласної спілки споживчих товариств                            |          |
| Глуховська Олександра Олександрівна | Бугринський № 28          | начальник планового відділу Бабино-Томахівського цукрового заводу Гощанського району       |          |
| Годун Антон Антонович               | Тучинський № 67           | голова колгоспу імені Ворошилова Тучинського району                                        |          |
| Давидюк Антоніна Петрівна           | Довгошиївський № 47       | ланкова колгоспу імені Дзержинського Острожецького району                                  |          |
| Данилевич Олександр Степанович      | Володимирецький № 54      | голова Ровенського облвиконкому                                                            |          |
| Данильченко Степан Михайлович       | Повчанський № 45          | завідувач Ровенського обласного відділу соціального забезпечення                           |          |
| Денисенко Олексій Іванович          | Дубнівський № 8           | 1-й секретар Ровенського обкому КПУ                                                        |          |
| Дехтяренко Яків Єфремович           | Кам'янський № 49          | заступник начальника Ровенського обласного управління сільського господарства              |          |
| Єременко Костянтин Кіндратович      | Ровенський міський № 1    | військовий?                                                                                |          |
| Єфимчук-Дячук Уляна Василівна       | Вербський № 43            | секретар Ровенського облвиконкому                                                          |          |
| Журавель Іван Володимирович         | Деражнянський № 40        | 1-й заступник голови Ровенського облвиконкому                                              |          |
| Захарченко Іван Петрович            | Ровенський міський № 3    | 1-й секретар Ровенського міськкому КПУ                                                     |          |
| Івахненко Ганна Петрівна            | Олександрійський № 38     | завідувачка Креховецької початкової школи Олександрійського району                         |          |
| Кайгородов Дмитро Тимофійович       | Шубківський № 68          | 1-й секретар Тучинського райкому КПУ                                                       |          |
| Карпунчев Аркадій Павлович          | Дубровицький № 50         | начальник Ровенського обласного управління внутрішніх справ                                |          |
| Каушнян Володимир Оксентійович      | Кутянківський № 65        | бригадир тракторної бригади Оженинської МТС Острозького району                             |          |
| Кириліна Катерина Петрівна          | Козинський № 56           | вчителька середньої школи села Вовковиї Козинського району                                 |          |
| Кирило Анатолій Олексійович         | Здолбунівський № 60       | машиніст обертової печі Здолбунівського цементного заводу                                  |          |
| Комолов Ілля Іванович               | Здовбицький № 62          | прокурор Ровенської області                                                                |          |
| Кондратенко Адам Григорович         | Рафалівський № 36         | голова Рафалівського райвиконкому                                                          |          |
| Костюк Єлизавета Микитівна          | Червоноармійський № 22    | доярка колгоспу «Заповіт Ілліча» Червоноармійського району                                 |          |
| Коток Раїса Григорівна              | Немовицький № 19          | ланкова колгоспу імені 18-ї партконференції Сарненського району                            |          |
| Коцюрко Наталія Іванівна            | Костопільський № 42       | свинарка колгоспу імені Сталіна Костопільського району                                     |          |
| Кубрак Софія Дмитрівна              | Богданівський № 14        | агроном колгоспу «Перемога» Корецького району                                              |          |
| Кукла Віра Яківна                   | Антонівський № 55         | ланкова колгоспу імені Сталіна Володимирецького району                                     |          |
| Литовченко Микола Йосипович         | Березнівський № 48        | директор Березнівської МТС Березнівського району                                           |          |
| Ломоносова Марія Федорівна          | Боремельський № 70        | лікар Демидівської районної лікарні                                                        |          |
| Малка Віра Іванівна                 | Степанський № 9           | агроном Степанської МТС Степанського району                                                |          |
| Марчук Антон Павлович               | Кухченський № 35          | бригадир колгоспу імені Хрущова Зарічнянського району                                      |          |
| Микитенко Галина Іванівна           | Рокитнянський № 20        | агроном колгоспу імені Ватутіна Рокитнянського району                                      |          |
| Назаренко Марія Савівна             | Великовербчинський № 10   | голова Степанського райвиконкому                                                           |          |
| Науменко Михайло Матвійович         | Варковицький № 6          | директор Варковицької МТС Дубнівського району                                              |          |
| Новаковець Степан Денисович         | Пустоіванівський № 23     | 1-й секретар Червоноармійського райкому КПУ                                                |          |
| Новиков Андрій Володимирович        | Гощанський № 27           | політпрацівник, член Військової ради армії, генерал-майор                                  |          |
| Олійник Микола Федорович            | Здолбунівський № 61       | машиніст паровозного депо станції Здолбунів                                                |          |
| Пацеля Іраїда Микитівна             | Мирогощанський № 7        | лікар Дубнівської районної лікарні                                                         |          |
| Плясун Григорій Леонтійович         | Висоцький № 11            | голова Ровенської обласної ради професійних спілок                                         |          |
| Погонська Марія Павлівна            | Мізоцький № 32            | ланкова колгоспу імені 1-го Травня Мізоцького району                                       |          |
| Поліщук Марія Полікарпівна          | Коростівський № 66        | завідувачка тваринницької ферми колгоспу імені Сталіна Острозького району                  |          |
| Пономаренко Василь Микитович        | Зарічнянський № 34        | заступник голови Ровенського облвиконкому                                                  |          |
| Риков Олександр Іванович            | Будеразький № 33          | голова Ровенської обласної планової комісії                                                |          |
| Романенко Василь Кирилович          | Ровенський міський № 4    | голова Ровенського міськвиконкому                                                          |          |
| Руденко Єфросинія Василівна         | Острожецький № 46         | начальник Ровенського обласного управління торгівлі                                        |          |
| Сереброва Ольга Володимирівна       | Клеванський № 31          | агроном-плановик Клеванської МТС                                                           |          |
| Серюгін Михайло Петрович            | Стрільський № 18          | 1-й заступник командувача 13-ї армії Прикарпатського військового округу, генерал-лейтенант |          |
| Старчевський Євген В'ячеславович    | Сарненський № 17          | начальник Ровенського відділку Львівської залізниці                                        |          |
| Степанюк Іван Іванович              | Соснівський № 15          | завідувач Ровенського обласного фінансового відділу                                        |          |
| Тимофєєв Віктор Георгійович         | Острозький № 63           | завідувач загального відділу Ровенського облвиконкому                                      |          |
| Тимошенко Михайло Георгійович       | Дубнівський № 5           | голова Дубнівського райвиконкому                                                           |          |
| Тишковець Василь Якович             | Вичівський № 12           | бригадир рільничої бригади колгоспу імені Кірова Висоцького району                         |          |
| Ткачук Марко Якович                 | Межиріцький № 52          | начальник Ровенського обласного управління культури                                        |          |
| Філіпов Микола Васильович           | Корнинський № 24          | машиніст електровоза Новоздолбунівського цементного заводу Ровенського району              |          |
| Хоменко Григорій Семенович          | Теслугівський № 57        | завідувач Ровенського обласного відділу народної освіти                                    |          |
| Хоменко Панас Ілліч                 | Семидубівський № 44       | голова колгоспу імені Сталіна Вербського району                                            |          |
| Шевченко Ніна Яківна                | Ровенський міський № 2    | головний лікар Ровенського міського туберкульозного диспансеру                             |          |
| Шитов Олексій Нілович               | Бистрицький № 16          | 1-й секретар Соснівського райкому КПУ                                                      |          |
| Шляховий Микола Федорович           | Клесівський № 39          | головний інженер заводу № 43 Клесівського району                                           |          |

У березні  1955 року відбулася 1-а сесія Ровенської обласної ради депутатів трудящих 6-го скликання. Головою облвиконкому обраний Данилевич Олександр Степанович, 1-м заступником голови — Журавель Іван Володимирович,  заступниками голови — Велігоцький Василь Григорович та Пономаренко Василь Микитович. Секретарем облвиконкому обраний Єфимчук-Дячук Уляна Василівна.
Обрані начальники управлінь та завідувачі відділів облвиконкому: Риков Олександр Іванович — голова обласної планової комісії; Аркуша Павло Дем'янович — начальник обласного управління сільського господарства;  Карпунчев Аркадій Павлович — начальник обласного управління внутрішніх справ;  Ткачук Марко Якович — начальник обласного управління культури; Денисенко Тихон Іванович — начальник обласного управління місцевої та паливної промисловості; Руденко Єфросинія Василівна — начальник обласного управління торгівлі; Уманський А.С. — начальник обласного управління промисловості будівельних матеріалів; Мошко Г.Д. — начальник обласного управління промисловості продовольчих товарів; Коліков Олексій Леонтійович — начальник обласного управління по будівництву в колгоспах;  Радченко А.Я. — начальник обласного управління водного господарства; Грищенко Й.К. — начальник обласного управління з охорони військових і державних таємниць; Степанюк Іван Іванович — завідувач обласного фінансового відділу;  Хоменко Григорій Семенович — завідувач обласного відділу народної освіти; Магарко Володимир Іванович — завідувач обласного відділу охорони здоров'я; Волошенко Сава Васильович — завідувач обласного відділу комунального господарства; Данильченко Степан Михайлович — завідувач обласного відділу соціального забезпечення; Козицький П.С. — завідувач обласного відділу в справах будівництва та архітектури; Нирко І.В. — завідувач обласного відділу організованого набору робітників та переселення; Тимофєєв Віктор Георгійович — завідувач загального відділу облвиконкому; Огородник П.І. — завідувач організаційно-інструкторського відділу облвиконкому;  Романовський Г.О. —голова обласного комітету в справах фізкультури і спорту.